# Quekettia
Quekettia é um género botânico pertencente à família das orquídeas (Orchidaceae). Foi proposto por John Lindley em Edwards's Botanical Register 25: Misc. 3, em 1839. A Quekettia microscopica Lindley é a espécie tipo deste gênero. O nome do gênero é uma homenagem ao botânico inglês E. J. Quekett.

## Distribuição
Quekettia agrupa três ou quatro miniaturas epífitas, de crescimento cespitoso, quase todas do norte da Amazônia, três delas descritas para o Suriname e Guiana apenas, mas possivelmente também presentes no Brasil.

## Descrição
São plantas minúsculas de rizoma curto, com pseudobulbos globulares ou ovóides, guarnecidos por Baínhas foliares imbricantes, portando uma única folha plana e coriácea ou roliça, acuminada e sulcada. A inflorescência é paniculada, ereta, com flores muito pequenas verdes, creme, amareladas ou alvacentas, e brota das bainhas que parcialmente recobrem os pseudobulbos.
Apresentam sépalas e pétalas eretas, pouco patentes, de formado e tamanho similares. O labelo, geralmente mais largo que longo ou então quase orbicular ou romboidal, é totalmente livre da coluna, embora justaposto à sua face ventral em algumas espécies, levemente trilobado, disco com seis calos alongados, espesso e carnoso no disco, este por vezes reflexo. Coluna curta com duas grandes aurículas laterais ampliando a cavidade estigmática e antera apical com duas polínias.
Caracteristicas distintivas:Como é um gênero morfologicamente próximo de Capanemia, algumas espécies a este já estiveram subordinadas. Entretanto, filogeneticamente, não estão tão próximas assim. Sua distinção de Capanemia é estabelecida ao observarmos o labelo de suas flores, que em Quekettia é levemente trilobado, apresentando seis calos alongados no disco.

## Filogenia
Quekettia, provavelmente junto com Stictophyllorchis, Polyotidium, Trizeuxis, Plectrophora, Cipholoron, e Pterostemma, forma de um dos sete subclados de pequenos gêneros, que coletivamente se constituem em um dos cerca de dez clados da subtribo Oncidiinae, cujos relacionamentos e classificação genérica e supragenérica, segundo critérios filogenéticos, ainda não estão bem delimitados.

## Espécies
1. Quekettia microscopica Lindl., Edwards's Bot. Reg. 25(Misc.): 3 (1839).
2. Quekettia papillosa Garay, Arch. Jard. Bot. Rio de Janeiro 13: 47 (1954).
3. Quekettia vermeuleniana Determann, Selbyana 5: 306 (1981).